# Johann Daniel Sander
Johann Daniel Sander (* 8. Februar 1759 in Magdeburg; † 27. Januar 1825 in Berlin) war ein Lehrer, Privatgelehrter, Buchhändler, Verleger, Komponist und Gegner der Romantik. Er war verheiratet mit der Salonnière Sophie Sander.

## Leben
Johann Daniels Vater war ein Magdeburger Handwerksmeister. Über eine Freistelle konnte Sander die Magdeburger Domschule besuchen und anschließend an der Friedrichs-Universität Halle evangelische Theologie studieren. Eine feste Lehrerstelle an der Realschule für Knaben in Berlin gab er 1785 auf und war bis 1789 Herausgeber und Schriftleiter der Berliner Zeitung. Anschließend arbeitete er als Lektor und Chefredakteur bei der Berliner Verlagsbuchhandlung Voß und konnte sich Ende 1798 durch den Kauf der Weverschen Verlags- und Sortimentsbuchhandlung selbständig machen. Als Verleger gab er jungen Schriftstellern die Chance zu veröffentlichen. Darunter waren Karl August Böttiger und August Lafontaine.
Der Sander’sche Salon, geführt von seiner Ehefrau Sophie und ihm, war von 1800 bis 1810 ein wichtiges gesellschaftliches und geistiges Zentrum Berlins. Der als Stilist und Übersetzer geschätzte Gelehrte wurde durch die Vermittlung Wilhelm von Humboldts zum „Korrektor letzter Hand“ für Goethe. Auch Johann Gottfried Herder und seine Frau standen beispielsweise in Briefwechsel mit Johann Daniel und Sophie. Theodor Fontane fügte den Verleger Sander als literarische Figur in seine Erzählung Schach von Wuthenow ein.
Die Blütezeit des Salons der Sanders war bereits im Jahre 1805 Vergangenheit. Geschäftliche Probleme Sanders, die sich mit der napoleonischen Besetzung und der Niederlage Preußens im Jahre 1806 noch verschlimmerten, führten zu schweren psychischen Problemen bei Johann Daniel Sander, der im selben Jahr erstmals in eine Irrenanstalt eingewiesen wurde. Im Jahre 1810 versuchte seine Ehefrau Sophie, ihren früheren geselligen Salon auferstehen zu lassen, konnte jedoch nicht an ihre alten Erfolge anknüpfen.
Bei der Frauenrechtlerin Else Lüders handelt es sich um eine Urenkelin, die sich im Jahr 1940 dem Leben der Sanders in dem Buch Die Sanders widmete.

## Werke
- Das Leiden Jesu (Passions-Oratorium von Johann Heinrich Rolle), 1777
- Übersetzung: Freundschaftlicher Briefwechsel Friedrich II. mit Ulrich Friedrich von Suhm (2 Bde.), 1787;
- Briefe und Gedichte Friedrich II. an Voltaire, in: Hinterlassene Werke Friedrichs II. Königs von Preußen, Bd. 1, 1788;
- Charles de Lacretelle: Geschichte Frankreichs während des 18. Jahrhunderts (2 Bde.), 1810.

Kompositionen:
- (Hg.) Die Heilige Cäcilia (geistliche Oden, Motetten, Psalmen, Chöre und Gesänge verschiedener Komponisten), 1818/19.

Opernübersetzungen:
- Orpheus und Euridike, 1786
- Iphigenie auf Tauris, 1790
- Iphigenie in Aulis, 1809

Libretto:
- Eines wird doch helfen oder Die Werbung aus Liebe (Komponist: Johann André), 1782;

## Herausgeber
- Otto Heinrich von Loeben: Arkadien. Ein Schäfer-Roman
- Karl Wilhelm Ramler: Poetische Werke
- Johann Wolfgang von Goethe: Hermann und Dorothea
- Johann Wolfgang von Goethe: Goethes Neue Gedichte 1800.
- August von Kotzebue: Die ästhetische Prügelei oder Der Freymüthige im Faustkampf mit den Eleganten.
- mit Georg Abraham Schneider, Bernhard Anselm Weber und  Carl Friedrich Zelter ein Sammelwerk für Chöre in drei Teilen